# Partito Società Patriottica

Logo

Il Partito Società Patriottica (in spagnolo: Partido Sociedad Patriótica - PSP) è un partito politico ecuadoriano di centro-destra e populista fondato nel 2002; è noto anche con la denominazione Società Patriottica 21 Gennaio (Sociedad Patriótica 21 de Enero).

## Risultati elettorali
| Elezione          | Seggi    |
| ----------------- | -------- |
| Parlamentari 2002 | 6 / 100  |
| Parlamentari 2006 | 24 / 100 |
| Parlamentari 2009 | 19 / 124 |
| Parlamentari 2013 | 5 / 137  |
| Parlamentari 2017 | 2 / 137  |